# St. Marys (Kansas)
St. Marys is een plaats (city) in de Amerikaanse staat Kansas.
Bij de volkstelling in 2000 werd het aantal inwoners vastgesteld op 2198. Volgens het United States Census Bureau beslaat de plaats een oppervlakte van 2,9 km², geheel bestaande uit land.
In en rond St. Marys leeft een aanzienlijke gemeenschap van conservatieve katholieken, van wie velen verbonden zijn met een afdeling van de Priesterbroederschap Sint Pius X (SSPX) die zich in St Marys bevindt. In St. Marys vinden deze katholieken een gemeenschap waar zij hun leven kunnen inrichten op een wijze die overeenstemt met hun beleving van het katholieke geloof. In St. Marys bevindt zich Saint Mary's Academy and College, een katholieke school die onder beheer van SSPX valt. De school biedt primair en secundair onderwijs aan (K-12) alsmede een tweejarige liberal arts-opleiding.